# بلند إبراهيم
بلند أبراهيم ناصر هو مغني كردي مشهور من قامشلوا سوريا . ولد عام 1983 في مدينة اربيل و يقيم حاليا فيها. درس في المعهد الفني في دهوك بين 1992 إلى 1997 (قسم الموسيقى).

## الألبومات
- هيلينا زيرين 2001
- وة رة بة رى 2006
- كة ريانة ك 2008 [2]
- جارة كا دى 2010 [3]
- 3 سال 2013

## وصلات خارجية
1. ↑  Bilind Îbrahîm[سيرة الذاتية للمغني بلند إبراهيم (بالكردية)]
2. ↑  Geryanek (albûm)[البوم كةريانةك]
3. ↑  Careka Dî[البوم جارةكا دى]